# 大阪府立河南高等学校
大阪府立河南高等学校（おおさかふりつかなんこうとうがっこう、英称：Osaka Prefectural Kanan High School）は、大阪府富田林市にある公立高等学校。

## 概要
明治時代の女紅場や裁縫女学校を源流とし、1912年に南河内郡立実科高等女学校として創立した。全日制普通科を設置する高等学校である。
かつては工業科などを併設する総合制高等学校だったが、1960年代に普通科単科の高等学校に改編されている。

## 沿革

### 学校創立
学校の源流は、1875年に開設された富田林女紅場にさかのぼる。
1901年には当時の南河内郡の郡議会が、郡立女学校を設置する決議を出した。しかし時期尚早として無期延期となった。そこで「まず裁縫女学校を設置して将来の女学校創設に備える」という構想を立て、1906年に富田林高等小学校付設裁縫女学校を開設した。
これらの学校を源流とする形で、1912年になり南河内郡立実科高等女学校に改編された。学校は創立年を、実科高等女学校設置時の1912年と位置づけている。

### 旧制高等女学校
1921年には大阪府に移管され大阪府立河南高等女学校へと改称した。さらに1928年には大阪府立富田林高等女学校と改称している。
河南（富田林）高等女学校は現在の河南高等学校とは別の場所に校舎があったが、1944年に現在地に移転した。旧敷地は大阪第二師範学校女子部として使用されたのち、1951年から富田林市立第一中学校が使用している。

### 河南高等学校
学制改革により1948年に大阪府立河南高等学校が発足した。大阪府立富田林高等学校と生徒・教職員を交流して男女共学となった。男女共学化に伴う準備作業が完了し、開校式が実施された1948年5月1日を創立記念日としている。また新制富田林町立中学校（現在の富田林市立第一中学校）に河南高校校舎を転用することになったため、一時期富田林高等学校内に移転して同校と同居していた。
新制高等学校発足直後には、普通科のほか工業科・商業科・家庭科を併置する総合制高等学校となっていた。しかし商業科・家庭科は短期間で廃止された。また工業科は、1962年に新設された大阪府立河南工業高等学校（現在の大阪府立藤井寺工科高等学校）に移管・継承する形で1962年に募集停止となり、在籍者が卒業した1965年に廃止された。
また1951年には、当時の中河内郡松原町立中学校（現在の松原市立松原中学校）に併設する形で、定時制松原分校を設置した。松原分校は現在の松原市上田3丁目・松原市立第三保育所付近にあった。しかし松原分校は1966年に廃校となり、廃校当時在籍していた生徒は大阪府立河南工業高等学校定時制課程へ移籍措置がとられた。

### 年表
- 1906年4月1日 - 富田林高等小学校付設裁縫女学校を開設
- 1910年7月25日 - 大阪富田林町外六ヶ村学校組合立女子技芸学校に改編。
- 1912年4月29日 - 南河内郡立実科高等女学校に改編（学校創立）。
- 1916年12月4日 - 現在の富田林市立第一中学校敷地に移転。
- 1918年4月23日 - 大阪府南河内郡立河南高等女学校に改編。
- 1921年4月1日 - 大阪府に移管。大阪府立河南高等女学校に改称。
- 1928年 - 大阪府立富田林高等女学校に改称。
- 1934年9月21日 - 室戸台風で校舎被災。
- 1944年4月15日 - 現在地に移転。
- 1948年4月1日 - 学制改革により、大阪府立河南高等学校に改称。
- 1948年5月1日 - 大阪府立富田林高等学校と生徒の交流をおこない男女共学とする。この日を創立記念日とする。
- 1948年5月19日 - 校舎を新制富田林町立中学校（現在の富田林市立第一中学校）が使用することになったことに伴い、富田林高校内に移転。
- 1949年 - 普通科・工業科・商業科・家庭科を設置。
- 1951年 - 定時制松原分校を設置。
- 1951年6月19日 - 現在地に校舎復帰。
- 1955年 - 商業科・家庭科を廃止。
- 1961年9月16日 - 第2室戸台風により校舎被災。
- 1962年 - 工業科を募集停止。
- 1965年3月31日 - 工業科の課程を廃止。
- 1966年3月31日 - 定時制松原分校廃止。

## 交通
- 近鉄長野線 富田林西口駅 西へ約600m。

## 主な出身者
- 船井幸雄- 経営コンサルタント
- 北川嗣雄 - 羽曳野市長
- 飛鳥昭雄 - ライター、小説家、漫画家
- 武原英子 - 女優
- 大西守博 - 日本画家
- 葉山たけし - 編曲者